# ユナイテッド・エクスプレス6291便墜落事故
ユナイテッド・エクスプレス6291便墜落事故（ユナイテッド・エクスプレス6291びんついらくじこ）は、1994年1月7日に発生した航空事故である。
ワシントン・ダレス国際空港発ポート・コロンバス国際空港行きだったユナイテッド・エクスプレス6291便（BAe ジェットストリーム41）が、ポート・コロンバス国際空港への進入中に失速し墜落した。
パイロット2人と客室乗務員、2人の乗客が死亡した。生き残った3人の乗客は台湾人の家族だった。

## 事故の経緯
6291便は、21時58分にワシントン・ダレス国際空港のゲートを離れ、ポート・コロンバス国際空港まで約90分の飛行を予定していた。機長は35歳、副操縦士は29歳で機内には5人の乗客が搭乗していた。
23時10分、機長はコロンバス進入管制と交信し、13,200フィート (4,000 m)から11,000フィート (3,400 m)へ降下中と伝えた。管制官は、滑走路28LのILSを捕捉させるため、方位285度への旋回と10,000フィート (3,000 m)までの降下を許可した。23時15分に報告された気象情報によると、弱い雪で視程4km、300度から4ノット (7.4 km/h)の風が吹いていた。6291便は、ILSでの滑走路28Lへの進入を許可され、2分後に着陸許可を得た。

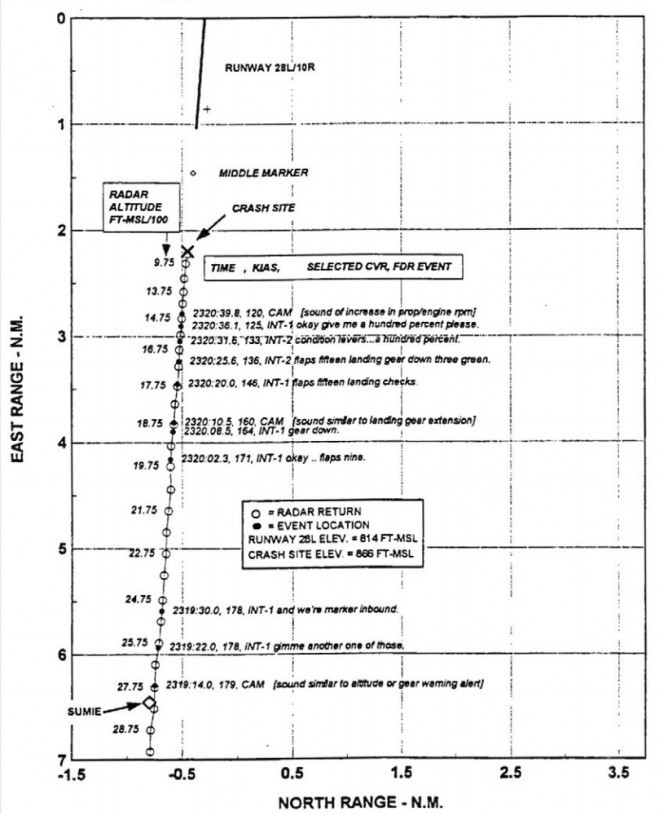
6291便の飛行経路

機体が1,250フィート (380 m)付近を降下中に、スティックシェイカーが約3秒作動した。1.5秒後に再びスティックシェイカーが作動し始めた。しかし、パイロットは推力を全開にせず、フラップも格納してしまい状況は悪化した。機体は、機首が上がった姿勢でグライドスロープを下側に外れたまま降下し続け、滑走路から1.9km手前の商業ビルの敷地内に墜落した。墜落後、左エンジン付近から出火し、延焼した。少なくとも、4人が墜落後も生存していたが、機体が炎に包まれる前に脱出できたのは3人のみだった。

## 事故調査
国家運輸安全委員会は調査を行い、1994年10月6日に報告書を公表した。事故の責任はパイロットとアトランティック・コースト航空に非があるとされた。不適切な飛行計画と最終進入を行い、失速時にも適切な対処を取れなかった。パイロットたちは電子飛行計器システムを搭載した機種での経験が少なかった。副操縦士はジェットストリーム41の訓練を終えたばかりであり、この機種の乗務に慣れていなかった。また、機長は訓練時、着陸侵入の項目で何度も不合格の判定を受けており、着陸侵入を自動操縦に頼る傾向が強かったという。これも機長が失速時の対応をミスした一因と結論付けられた。
また、アトランティック・コースト航空は適切なシミュレータ訓練や乗員の指導を怠っていたと述べた。

## 映像化
- メーデー!:航空機事故の真実と真相 第17シーズン第10話「Slam Dunk」